# Capnodis tenebricosa
Capnodis tenebricosa é uma espécie de insetos coleópteros polífagos pertencente à família Buprestidae conhecida por escaravelho-jóia-das-azedas.
A autoridade científica da espécie é Olivier, tendo sido descrita no ano de 1790.
Trata-se de uma espécie presente no território português.